# Ronaldo Deaconu
Ronaldo Octavian Andrei Deaconu (Boekarest, 13 mei 1997) is een Roemeens voetballer die als middenvelder voor CS Gaz Metan Mediaș speelt.

## Carrière
Ronaldo Deaconu speelde in de jeugd van FC Viitorul Constanța, Feyenoord en FC Twente. Na proefperiodes bij Stoke City FC en Watford FC sloot hij in 2016 aan bij ASA Târgu Mureș. Hier speelde hij een half jaar, waarna hij naar CS Concordia Chiajna vertrok. Vanaf de winterstop van het seizoen 2018/19 speelde hij een half jaar voor het Kroatische HNK Gorica, maar hier kwam hij nauwelijks in actie. Zodoende keerde hij in de zomer van 2019 weer terug naar Roemenië, om voor ACS Sepsi OSK Sfântu Gheorghe te spelen. Sinds 2020 speelt hij voor CS Gaz Metan Mediaș.

### Statistieken
| Seizoen                       | Club                  | Land           | Competitie     | Competitie | Competitie | Beker | Beker | Overig | Overig | Totaal | Totaal |
| Seizoen                       | Club                  | Land           | Competitie     | Wed.       | Dlp.       | Wed.  | Dlp.  | Wed.   | Dlp.   | Wed.   | Dlp.   |
| ----------------------------- | --------------------- | -------------- | -------------- | ---------- | ---------- | ----- | ----- | ------ | ------ | ------ | ------ |
| 2016/17                       | ASA Târgu Mureș       | Roemenië       | Liga 1         | 9          | 0          | 2     | 1     | 1      | 0      | 12     | 1      |
| 2016/17                       | CS Concordia Chiajna  | Roemenië       | Liga 1         | 7          | 0          | 0     | 0     | 0      | 0      | 7      | 0      |
| 2017/18                       | CS Concordia Chiajna  | Roemenië       | Liga 1         | 32         | 3          | 1     | 0     | –      | –      | 33     | 3      |
| 2018/19                       | CS Concordia Chiajna  | Roemenië       | Liga 1         | 16         | 0          | 1     | 0     | –      | –      | 17     | 0      |
| 2018/19                       | HNK Gorica            | Kroatië        | 1. HNL         | 5          | 0          | 0     | 0     | –      | –      | 5      | 0      |
| 2019/20                       | Sepsi Sfântu Gheorghe | Roemenië       | Liga 1         | 21         | 1          | 4     | 0     | –      | –      | 25     | 1      |
| 2020/21                       | Sepsi Sfântu Gheorghe | Roemenië       | Liga 1         | 0          | 0          | 0     | 0     | –      | –      | 0      | 0      |
| 2020/21                       | CS Gaz Metan Mediaș   | Roemenië       | Liga 1         | 18         | 5          | 1     | 2     | –      | –      | 19     | 7      |
| Carrièretotaal                | Carrièretotaal        | Carrièretotaal | Carrièretotaal | 108        | 9          | 9     | 3     | 1      | 0      | 118    | 12     |
| Bijgewerkt op 1 februari 2021 |                       |                |                |            |            |       |       |        |        |        |        |